# Front 242
I Front 242 sono un gruppo belga formato nel 1981, considerato tra i pionieri dell'EBM, termine inizialmente coniato proprio per descrivere la loro musica.

## Storia
Fin dai primi anni ottanta hanno influenzato molti gruppi industrial, EBM e synth pop.

## Formazione

### Formazione attuale
- Jean-Luc De Meyer: voce
- Daniel Bressanutti: tastiere e programmazione
- Patrick Codenys: tastiere, programmazione, campionamenti
- Richard "Richard 23" Jonckheere: percussioni, voce

## Discografia parziale

### Album in studio
- 1982 - Geography
- 1984 - No Comment
- 1987 - Official Version
- 1988 - Front by Front
- 1991 - Tyranny (For You)
- 1993 - 06:21:03:11 Up Evil
- 1993 - 05:22:09:12 Off
- 2003 - Pulse
- 2008 - Moments... 1
- 2013 - Transmission SE91

### Album dal vivo
- 1992 - Live Target
- 1994 - Live Code
- 1998 - Re-Boot: Live '98
- 2014 - Front 242: LIVE Cold Waves III
- 2016 - Catch The Men

### Raccolte
- 1983 - Two in One
- 1987 - Back Catalogue
- 1992 - Selections 242
- 1992 - 242
- 1995 - Mut@ge.Mix@ge
- 2016 - No Comment/Politics Of Pressure

### EP
- 1983 - Endless Riddance
- 1983 - Two In One
- 1984 - Live in Chicago
- 1985 - Politics of Pressure
- 1991 - Mixed By Fear
- 1993 - Angels Versus Animals
- 1993 - Religion
- 1993 - Headhunter 2000
- 2003 - Still and Raw

### Singoli
- 1981 - Principles
- 1981 - U-Men
- 1985 - No Shuffle
- 1986 - Interception
- 1987 - Masterhit
- 1988 - Headhunter
- 1989 - Never Stop!
- 1990 - Tragedy >for you<
- 1991 - Rhythm of Time
- 1993 - Animal

### Video
- 1992 - Integration Eight X Ten
- 1993 - Untitled/Religion
- 2005 - Catch The Men

### Videoclip
- 1982 - U-Men, regia di Marc De Meyer
- 1984 - Operating Tracks
- 1984 - Take One
- 1986 - Quite Unusual, regia di Serge Bergli
- 1988 - Headhunter, regia di Anton Corbijn
- 1988 - Welcome To Paradise, regia di Anton Corbijn
- 1990 - Tragedy >for you< , regia di Anton Corbijn
- 1991 - Rhythm Of Time, regia di Peter Christofferson
- 1993 - Religion, regia di Jon Klein
- 1994 - Animal, regia di John Wentworth
- 1996 - Happiness, regia di Etienne Auger